# Juan Alonso Pimentel de Herrera
Juan Alonso Pimentel de Herrera y Quiñones est un homme d’État espagnol issu de l'aristocratie. Né à Villalón de Campos où il est baptisé le 29 juin 1553, il meurt à Madrid le 7 novembre 1621. Il se voit confier d'importantes charges diplomatiques pour le compte de la Couronne d'Espagne.

## Famille et carrière
Second de sa fratrie, il hérite de nombreux titres de noblesse à la mort de son frère Luis Alonso Pimentel en 1576 : duc et comte de Benavente, comte de Mayorga et de Villalón, il fait partie des Grands d'Espagne.
Il occupe des postes diplomatiques importants pour la Couronne d'Espagne, en occupant successivement les fonctions de vice-roi de Valence (1598-1602), vice-roi de Naples (1603-1610) puis membre du Conseil d'État de l'Espagne et président du Conseil d'Italie.